# 형산군 (수)
형산군(衡山郡)은 수나라에서 설치한 중국의 옛 군이다.

## 연혁
수나라가 남진을 멸한 후 형주(衡州)를 설치했다가 대업 초에 형산군으로 고쳤다. 당나라 때 다시 군제를 폐지하면서 형주로 돌아갔다.

## 소속 현
4현 5,068호를 관할하였다. 지금의 후난성 주저우시 남부, 헝양시 일대이다.
| 현명       | 대략적 위치                  | 비고 |
| ---------- | ---------------------------- | --- |
| 형양(衡陽) | 헝양시 서북부                | 옛 상동군(湘東郡)에 속하였다. 임증현(臨烝縣), 신성현(新城縣), 중안현(重安縣)을 합쳐 만들었다. 형산, 무수(武水), 연수(連水)가 있다. |
| 뇌음(洡陰) | 헝양시 레이양 시             | 뇌양(洡陽)이라 부르던 것을 진 정복 후 뇌음으로 개명하였다. 비수(肥水)와 영수(酃水)가 있다.                                         |
| 상담(湘潭) | 헝양시 동북부, 주저우시 남부 | 상담현, 다릉현(茶陵縣), 유수현(攸水縣), 음산현(陰山縣), 건녕현(建寧縣)을 병합하였다. 무양산(武陽山)과 역수(歷水)가 있다.           |
| 신녕(新寧) | 헝양시 창닝 시               | 의계수(宜溪水)와 용강(舂江)이 있다.                                                                                                |

## 참고 문헌
- 《수서》31권 지 제26 지리下 형주 형산군